# كريستيان سبرنجر
كريستيان سبرنجر (بالألمانية: Christian Sprenger) (مواليد 6 أبريل 1983 )، هو لاعب كرة يد ألمانيا، يلعب حالياً لنادي كيل ويمثل منتخب ألمانيا لكرة اليد.
أول مشاركة له مع منتخب بلاده كانت ضد منتخب سويسرا في 4 يناير 2002.

## إنجازات
- أفضل جناح أيمن في بطولة أمم أوروبا لكرة اليد: 2012 [5]

## روابط خارجية
- كريستيان سبرنجر على موقع الاتحاد الأوروبي لكرة اليد (الإنجليزية)
- كريستيان سبرنجر على موقع نادي كيل لكرة اليد (الألمانية)